# 最後の晩餐 〜刑事・遠野一行と七人の容疑者〜
『最後の晩餐 〜刑事・遠野一行と七人の容疑者〜』（さいごのばんさん 〜けいじ・とおのかずゆきとしちにんのようぎしゃ〜）は、2011年5月14日にテレビ朝日系列で放送された佐藤浩市主演の単発スペシャルテレビドラマ。視聴率15.6%。
2010年に放送された『同窓会〜ラブ・アゲイン症候群』のスタッフによる、レオナルド・ダ・ヴィンチ作『最後の晩餐』をモチーフとしたサスペンスドラマ。本作のラストシーンで、ドラマの中では登場しなかった三浦春馬と池松壮亮（共にノンクレジット）が登場するが、これは2011年7月より「木曜ドラマ」枠で放送された、同じく佐藤浩市主演の連続テレビドラマ『陽はまた昇る』の序章となっている。

## あらすじ
開店初日の小さなイタリアンレストランが放火され、客3名が死亡し、怪我を負い病院に搬送された身元不明の生存者はなぜか逃亡してしまう。取調べの名人と謳われる刑事の遠野一行は、現場に残された証拠から現場から逃げた生存者がまだいることに気付く。軽傷を負ったオーナーシェフから客の情報を手に入れた遠野は容疑者を訪ねていくが、皆どこか様子がおかしく、何かを隠しているようだった。そして、無関係に思われた容疑者たちの隠された関係が明らかになっていく。

## 登場人物

### 警察関係者
遠野一行（とおの かずゆき）
演 - 佐藤浩市
警視庁捜査一課の専任取調官。階級は警部補。「取り調べの名人」と謳われる。本作のラストで警察学校の教官に任命される。
高村圭太（たかむら けいた）
演 - 柄本佑
警視庁八王子西警察署 → 警視庁捜査一課の刑事（本作）。警察学校を出たばかりの新人。
杉崎孝夫（すぎさき たかお）
演 - 六角精児
警視庁捜査一課の課長。遠野とは捜査方針を巡って対立することもあるが、その実力は認めている。
内堀清二郎（うちぼり せいじろう）
演 - 橋爪功
警視庁警察学校の校長。

### 七人の容疑者
八木沢鷹彦（やぎさわ たかひこ）
演 - 成宮寛貴
放火されたイタリアンレストラン「オステリア・ダ・ヴィンチ」のオーナーシェフ。店には「最後の晩餐」が飾られている。
島村ひとみ（しまむら ひとみ）
演 - 安達祐実
松葉台病院産婦人科に勤務する看護師。以前は大学病院のERに勤めていた。
立松俊太（たてまつ しゅんた）
演 - 本郷奏多
東都大学法学部の学生。現在大学には通っていない。様々な事件についてブログを書いている。
三条大作（さんじょう だいさく）
演 - 西田敏行
7年前に妻を殺し、「リストラされたことを病気の妻に言い出せなかった」という動機が世間の同情を買い、8年の刑を言い渡される。現在、仮釈放され廃品回収業で生計を立てている。
河合弘（かわい ひろし）
演 - 石黒賢
ジャパンテレビ報道局のチーフディレクター。
横手信吾（よこて しんご）
演 - 中尾彬
衆議院議員。選挙資金の流用疑惑が追及される中、金庫番だった秘書が自殺し世間の注目を浴びていた。
富永麗子（とみなが れいこ）
演 - 黒木瞳
激安量販店「リミット」の社長。本名や経歴など過去の一切が謎に包まれている。

### 遠野の関係者
遠野奈津美（とおの なつみ）
演 - 斉藤由貴
遠野の妻。多忙を極める遠野と喧嘩しつつもしっかりと支えるよき妻。遠野と結婚する前は安西と付き合っていた。
安西雄哉（あんざい ゆうや）
演 - 井浦新
組織ぐるみの強盗事件に関わり、遠野と杉崎によって逮捕された。放火事件の3ヵ月前に出所し、元恋人の奈津美に連絡を取る。

### その他
中森有里香（なかもり ゆりか）
演 - 佐藤めぐみ
八木沢の恋人。放火事件が起きる前の2010年3月1日、強盗目的の通り魔・関口学に鉄製遊具で頭を強打され死亡。
関口学
演 - 川野直輝
元就職浪人。逮捕後の取調べ中に自殺をはかり死亡。
福原みちる
演 - 松山愛里
無職。放火事件の被害者。
大原早苗
演 - 歌川椎子
主婦。放火事件の被害者。
伊藤晃生
演 - 西村清孝
システムエンジニア。放火事件の被害者。
三条
演 - 高間智子
三条大作の妻。7年前死亡。
その他
大鷹明良、青山勝、目黒邑、菊口富雅、松山尚子、古澤蓮、マギー直樹 ほか
野村真季、小松靖（両名ともテレビ朝日アナウンサー）

### カメオ出演
宮田英二
演 - 三浦春馬
遠野が警察学校の前で出会ったいまどき風な青年。
湯原周太
演 - 池松壮亮
遠野が警察学校の前で出会った真面目そうな青年。

## スタッフ
- 脚本 - 井上由美子
- 監督 - 秋山純（テレビ朝日）
- 音楽 - 江口貴勅
- 選曲 - 石井和之
- 警察監修 - 倉科孝靖（チーム五社）
- CG - 日本映像クリエイティブ
- 技斗 - 村上潤
- スタント&アクション - ジャパンアクションエンタープライズ
- 技術協力 - テイクシステムズ
- 照明協力 - Kカンパニー、共立
- 美術協力 - テレビ朝日クリエイト
- 音響効果 - スポット
- 編集・MA - ブル
- プロデューサー - 黒田徹也（テレビ朝日）、清水真由美（MMJ）
- 制作 - テレビ朝日、MMJ